# Publisher
Publisher är i svensk tidningsbransch en titel som brukar beteckna en person som fungerar som både chefredaktör och verkställande direktör på ett tidningsföretag.
På engelska kan ordet avse ett företag (bokförlag, tidningsförlag, musikförlag o.s.v.) eller en person (bokförläggare eller publicist).